# St-Aubin (Boisney)

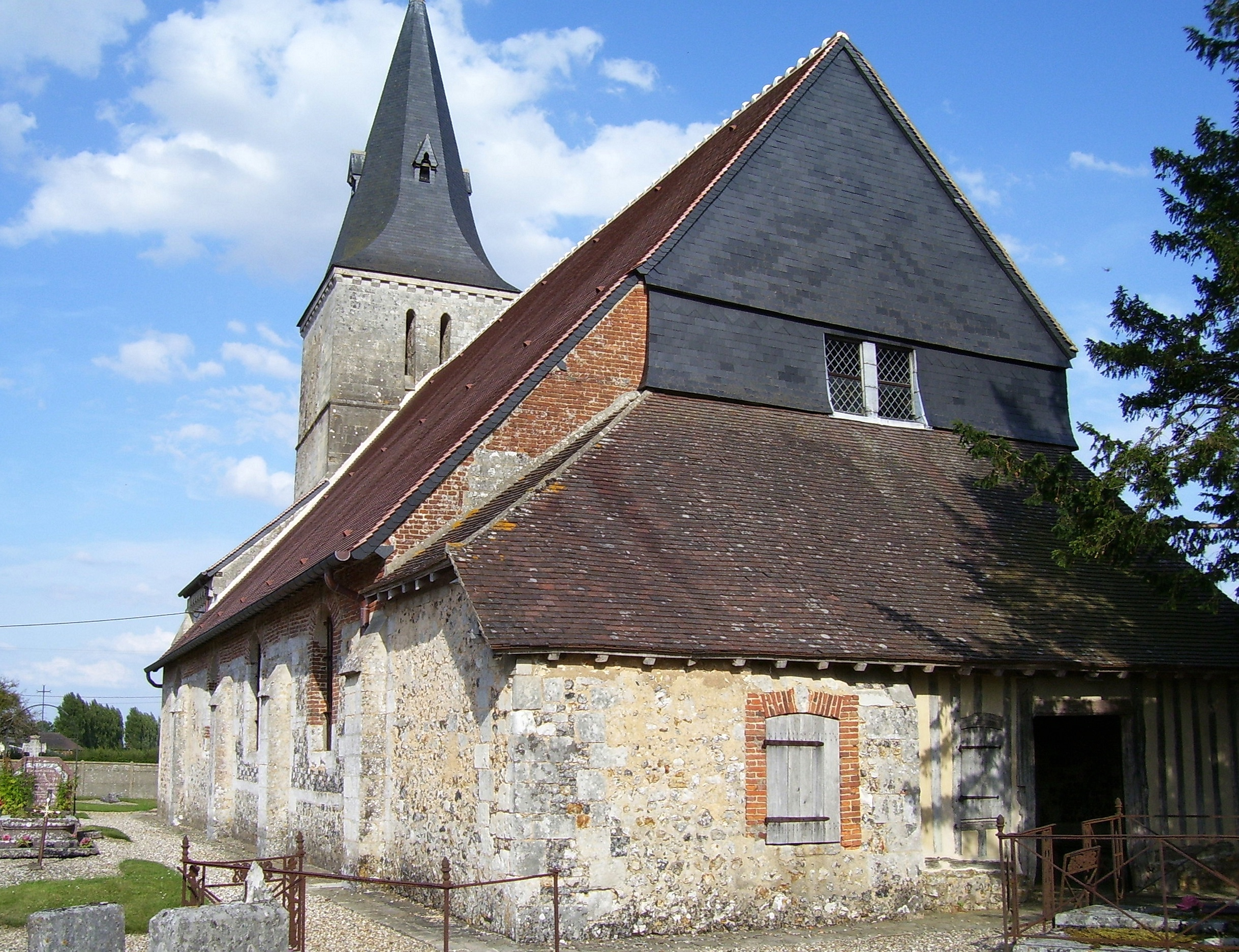
Kirche St-Aubin in Boisney

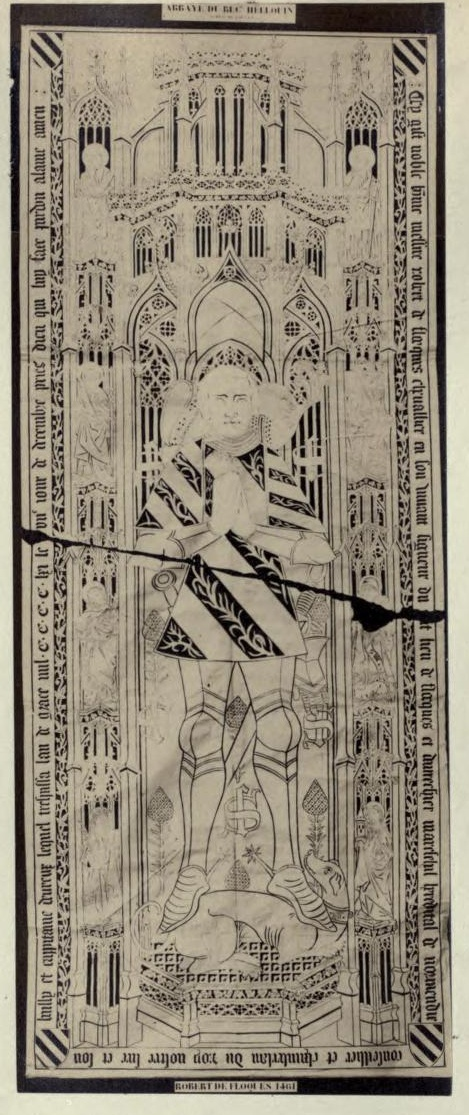
Abklatsch der Grabplatte von Robert de Flocques

Die römisch-katholische Kirche St-Aubin in Boisney, einer französischen Gemeinde im Département Eure in der Region Normandie, wurde im 12. Jahrhundert errichtet. Die romanische Pfarrkirche ist seit 1862 ein geschütztes Baudenkmal (Monument historique).

## Beschreibung
Die dem heiligen Aubin von Angers (468/469–550) geweihte Kirche wurde ursprünglich im 12. Jahrhundert errichtet. Die Mauern des Langhauses wurden im 20. Jahrhundert erneuert. Der Bau besteht aus einem Hauptschiff mit vier Jochen und zwei Seitenschiffen. Im Erdgeschoss ruhen zweistufige Rundbögen auf quadratischen Pfeilern, die in den ersten drei Jochen von Pilastern und im vierten Joch von Halbsäulen flankiert werden. Die Rundbögen der Obergadenfenster sind einfach in die Wand eingeschnitten. Die Spitzbögen, die den Turm tragen, weisen geometrischen Schmuck des späten 12. Jahrhunderts auf. Der Vierungsturm mit Kreuzrippengewölbe wird von einem spitzen, hölzernen Helm mit Dachstuhl abgeschlossen. Er besitzt ein Treppentürmchen an der Südwestseite und auf seinen zwei Geschossen sind nur schmucklose Schießschartenfenster vorhanden. Auf das kurze Querhaus folgt ein zweijochiger Chor mit einem flachen Abschluss.

## Grabplatten
In der Kirche befinden sich zwei als Monument historique klassifizierte Grabplatten aus dem 15. Jahrhundert. Die Grabplatte von Robert de Flocques, Vogt von Évreux, der 1441 Évreux von den Engländern unter Heinrich VI. befreite und 1461 starb. Die andere Grabplatte ist für Jeanne de Tilly, der Witwe von Jean de Ferrières, die 1495 starb. Beide Grabplatten stammen aus der Abtei Le Bec.